# Corrupció urbanística
La corrupció urbanística és aquella forma de corrupció que opera mitjançant la comissió de delictes contra l'ordenació del territori o d'infraccions urbanístiques administratives, o bé mitjançant l'alteració maliciosa del planejament urbanístic o l'incompliment de les condicions legals per a la seva execució.

## Supòsits i exemples concrets
Són supòsits d'aquestes pràctiques:
- Un alcalde que accepta un suborn o exigeix una dàdiva a canvi d'una reclassificació de sòl.
- Un alcalde que incompleix un pla general perquè considera que concedir llicència per a un macroprojecte hoteler o d'oci generarà ocupació en la zona.
- Un alcalde que afavoreix empreses mitjançant l'ús parcial d'informació relativa a la publicació de concursos i subhastes.
- Qualsevol càrrec polític que actui de forma que en l'elaboració de normes o adopció de decisions favoreixi grups que hagin finançat el seu partit.
- Qualsevol autoritat o funcionari que abusi del seu càrrec per obtenir descomptes, regals o avantatges.

Com a exemples concrets es poden citar el cas Andratx i el  cas Pla Territorial a Mallorca.

## Condicions que afavoreixen la corrupció urbanística
Seguint l'estudi dels professors Ripollés i Gómez-Cépedes per als casos de la Costa del Sol de Màlaga, en principi aplicables a altres indrets, la corrupció urbanística vendria afavorida per:
- Bones oportunitats de negoci en l'activitat immobiliària.
- Presència d'importants activitats de delinqüència organitzada, estiguin relacionades o no amb l'activitat urbanística.
- Abundosa arribada de capitals de dubtosa procedència.
- Ràpid creixement de la població, intens assentament de població estrangera i abundant presència de població transeünt.
- Insuficiències financeres municipals.

## Conseqüències de la corrupció urbanística
S'han assenyalat els següents efectes de la corrupció urbanística:
- El deteriorament del sistema democràtic i la pèrdua de credibilitat de les institucions.
- La forta despesa pública a què obliga, ja sigui per fer front als costs de les dotacions bàsiques de les construccions que es legalitzin, o per eliminar les edificacions il·legals.
- El deteriorament del medi ambient, especialment per les actuacions desenvolupades en zones protegides.
- L'impuls d'un model d'ordenació territorial insostenible, que es basa en una urbanització difusa que genera contaminació (atmosfèrica i  acústica) i una pèrdua de la qualitat de vida.[3]
- L'abandonament de les pràctiques agràries sostenibles en benefici de l'especulació urbanística dels terrenys.